# Heilig Kreuz (Dorstadt)

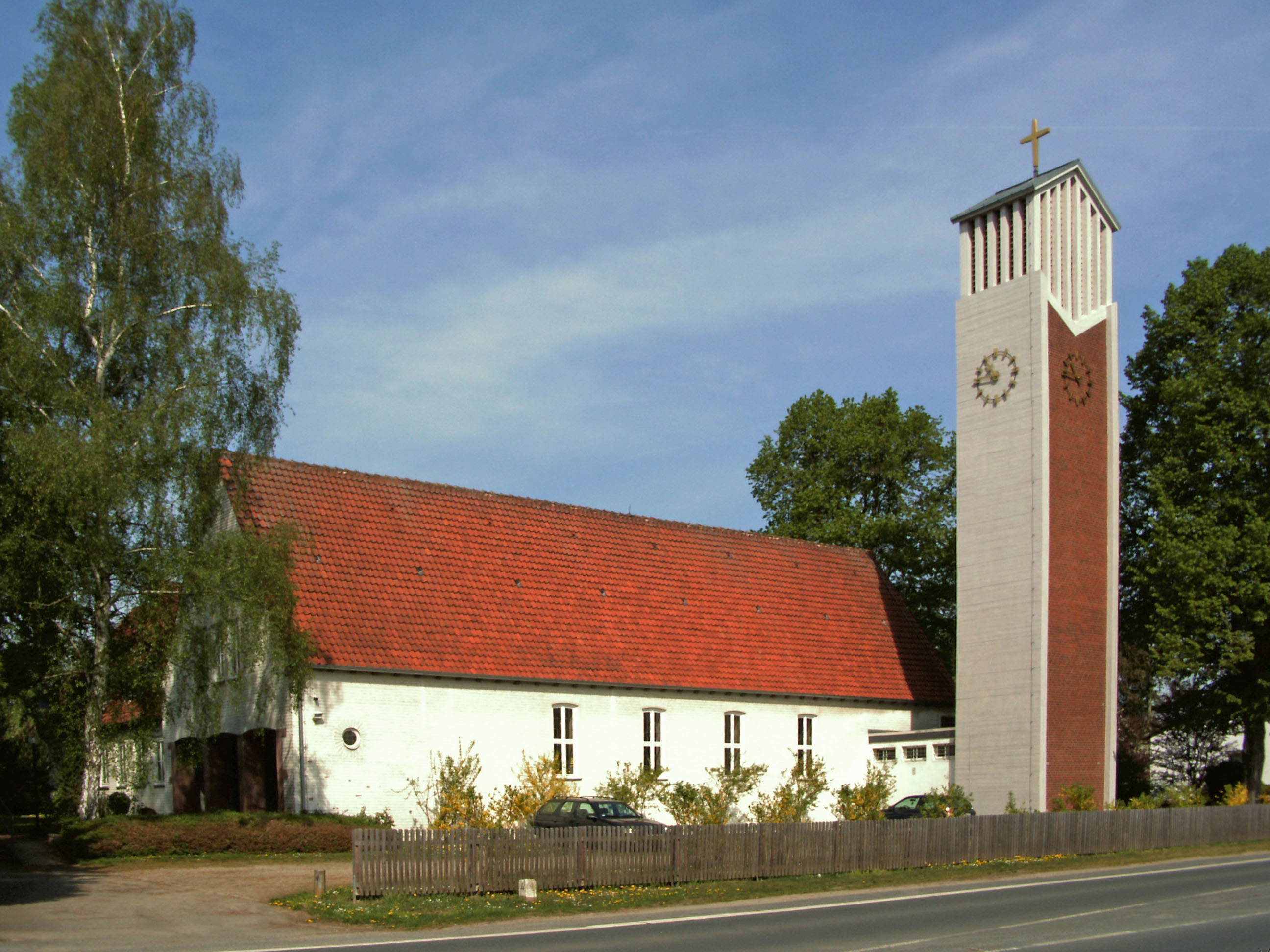
Hl.-Kreuz-Kirche

Die Kirche Heilig Kreuz ist die römisch-katholische Kirche in Dorstadt, einer Gemeinde im Landkreis Wolfenbüttel in Niedersachsen. Die nach dem Kreuz Jesu benannte Kirche gehört als Filialkirche zur Pfarrei „St. Petrus“ mit Sitz in Wolfenbüttel, im Dekanat Braunschweig des Bistums Hildesheim, und wird von der Klosterkammer Hannover unterhalten.

## Geschichte

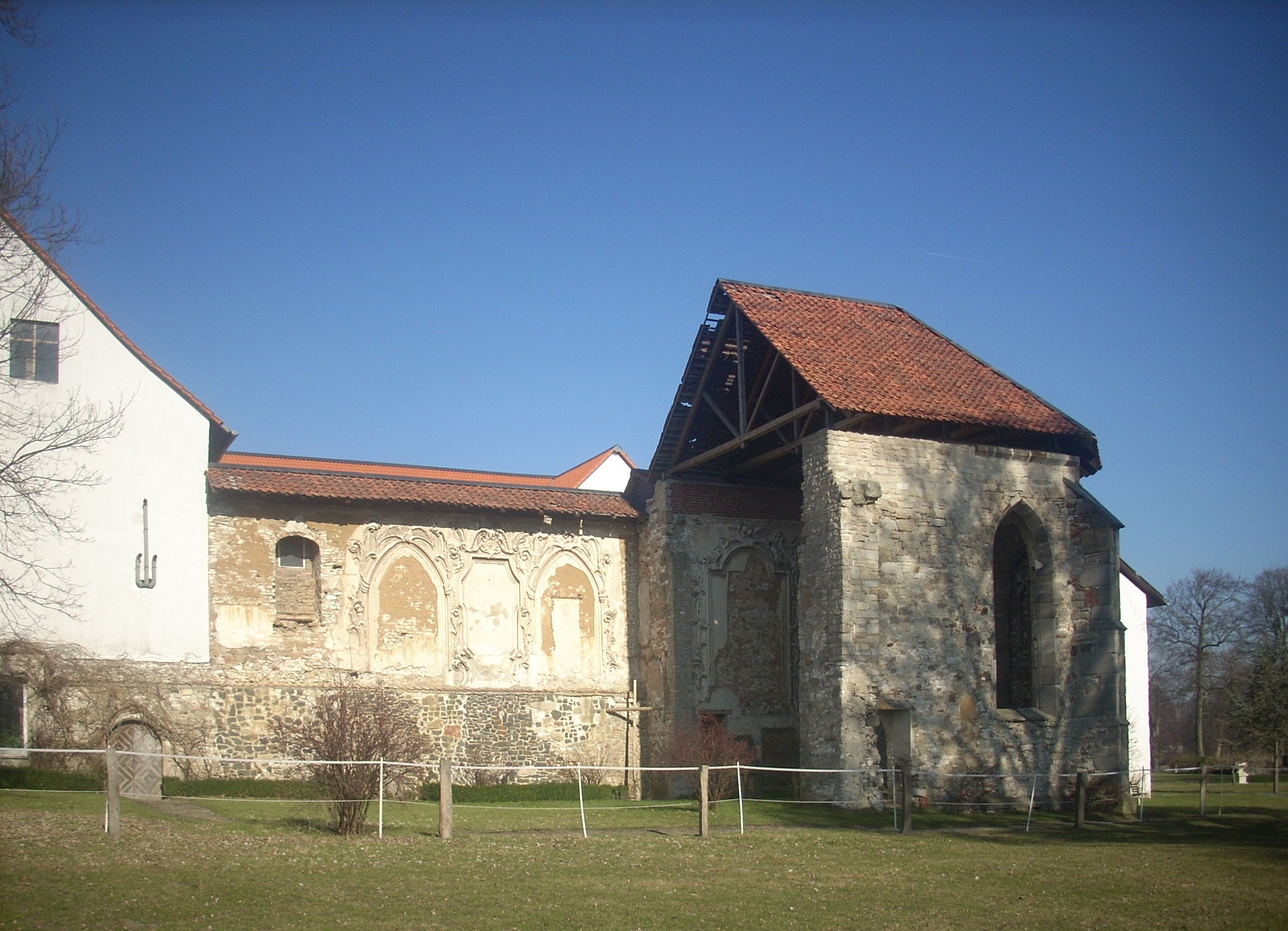
Ruine der Klosterkirche

1189 wurde das Kloster Dorstadt als Augustinerinnen-Stift von Arnold von Dorstadt und Henrich von Dorstadt gegründet und von Bischof Adelog bestätigt, es erhielt das Patrozinium Zum heiligen Kreuz. 1568 wurde im Kloster die lutherische Lehre eingeführt, jedoch kehrten die Augustinerinnen 1643 wieder in das zwischenzeitlich protestantisch gewordene Kloster zurück. Die Klosterkirche war zugleich katholische Pfarrkirche geworden. Seit 1663 sind in Dorstadt geführte katholische Kirchenbücher erhalten. 1810 wurde das Kloster säkularisiert und an privat verkauft. 1919 brannten die Kirche und das ehemalige Kloster aus, die Kirche wurde nicht wieder aufgebaut.
1937 wurde in Dorstadt wieder eine katholische Kirche geweiht. Nach dem Zweiten Weltkrieg vergrößerte sich die Kirchengemeinde Dorstadt durch den Zuzug von katholischen Flüchtlingen und Heimatvertriebenen aus den Ostgebieten des Deutschen Reiches. 1963/64 wurde die Kirche nach Plänen des Architekten Friedrich (Braunschweig) erweitert, am 12. Januar 1964 erfolgte ihre Konsekration.
Um 1990 gehörte die Kirche noch zum damals bestehenden Dekanat Wolfenbüttel, später wurde das Dekanat Wolfenbüttel mit dem Dekanat Helmstedt zum Dekanat Helmstedt-Wolfenbüttel vereinigt. Am 1. November 2006 wurde das Dekanat Helmstedt-Wolfenbüttel wieder aufgelöst, seitdem gehört die Kirche zum Dekanat Braunschweig. Ebenfalls seit diesem Zeitpunkt gehört die Kirche als Filialkirche zur Pfarrgemeinde St. Petrus in Wolfenbüttel. Die Pfarrgemeinde Hl. Kreuz in Dorstadt, der zuletzt 233 Katholiken angehörten, wurde in diesem Zusammenhang aufgelöst.

## Lage und Ausstattung

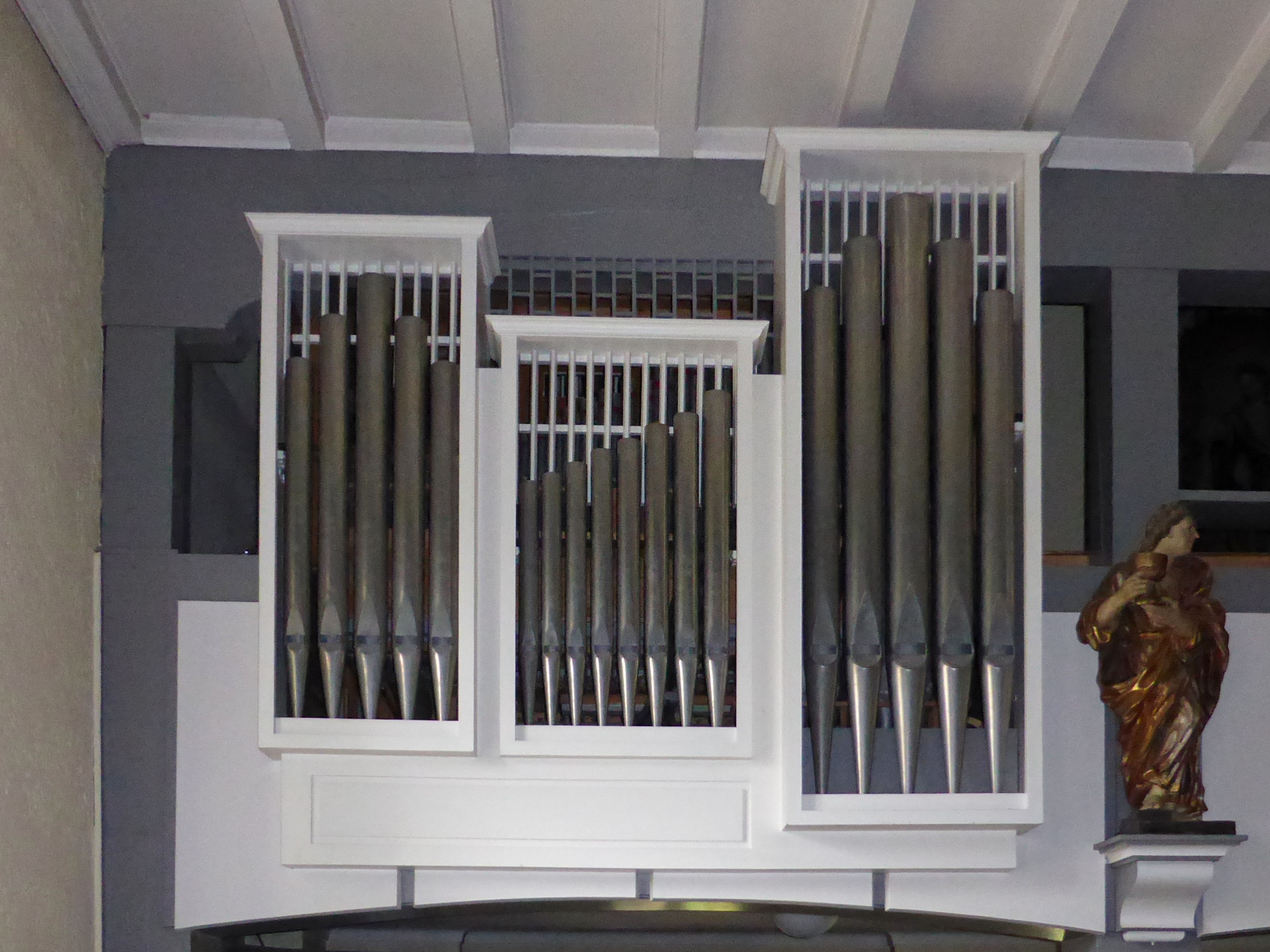
Orgelprospekt

Die Kirche befindet sich am nördlichen Ortseingang von Dorstadt, auf dem Grundstück Harzstraße 49, und ist durch ihren hohen Turm schon vom Nachbardorf Ohrum aus zu sehen. Früher führte die Bundesstraße 4 an der in rund 85 Meter Höhe über dem Meeresspiegel gelegenen Kirche vorbei, diese wurde jedoch in diesem Streckenabschnitt nach dem Bau der A 395 (heutige A 36) in den 1990er Jahren zur Landesstraße 615 herabgestuft.
Der freistehende Turm enthält zwei Glocken, wovon je eine Glocke in den 1920er Jahren von der Hildesheimer Glockengießerei Radler und 1962 von der Wilhelmshütte (Bornum) hergestellt wurden.
An der Kirche befindet sich das „Haus der Besinnung“, es ist ein Selbstversorgerhaus in Trägerschaft der Pfarrgemeinde St. Petrus und wird von Gruppen bis 20 Personen für Besinnungstage, Schulungen und Freizeiten genutzt.